# 4253 Меркер
4253 Меркер (4253 Märker) — астероїд головного поясу, відкритий 11 жовтня 1985 року.
Тіссеранів параметр щодо Юпітера — 3,338.